# Male Lese
Male Lese este o localitate din comuna Ivančna Gorica, Slovenia, cu o populație de 40 de locuitori.